# Rhythm in the Clouds
Pour plus de détails, voir Fiche technique et Distribution.
Rhythm in the Clouds est une comédie musicale réalisée par John H. Auer et sortie en 1937.

## Synopsis
Judy Walker, une musicienne sans ressources, occupe l'appartement d'un riche compositeur pendant son absence.

## fiche technique
- Réalisation : John H. Auer
- Scénario : Olive Cooper, Nathanael West
- Producteur : 	Albert E. Levoy
- Photographie : Ernest Miller
- Montage : Edward Mann
- Musique : Alberto Colombo
- Distributeur : Republic Pictures
- Durée : 62 minutes
- Date de sortie : 21 juin 1937

## Distribution

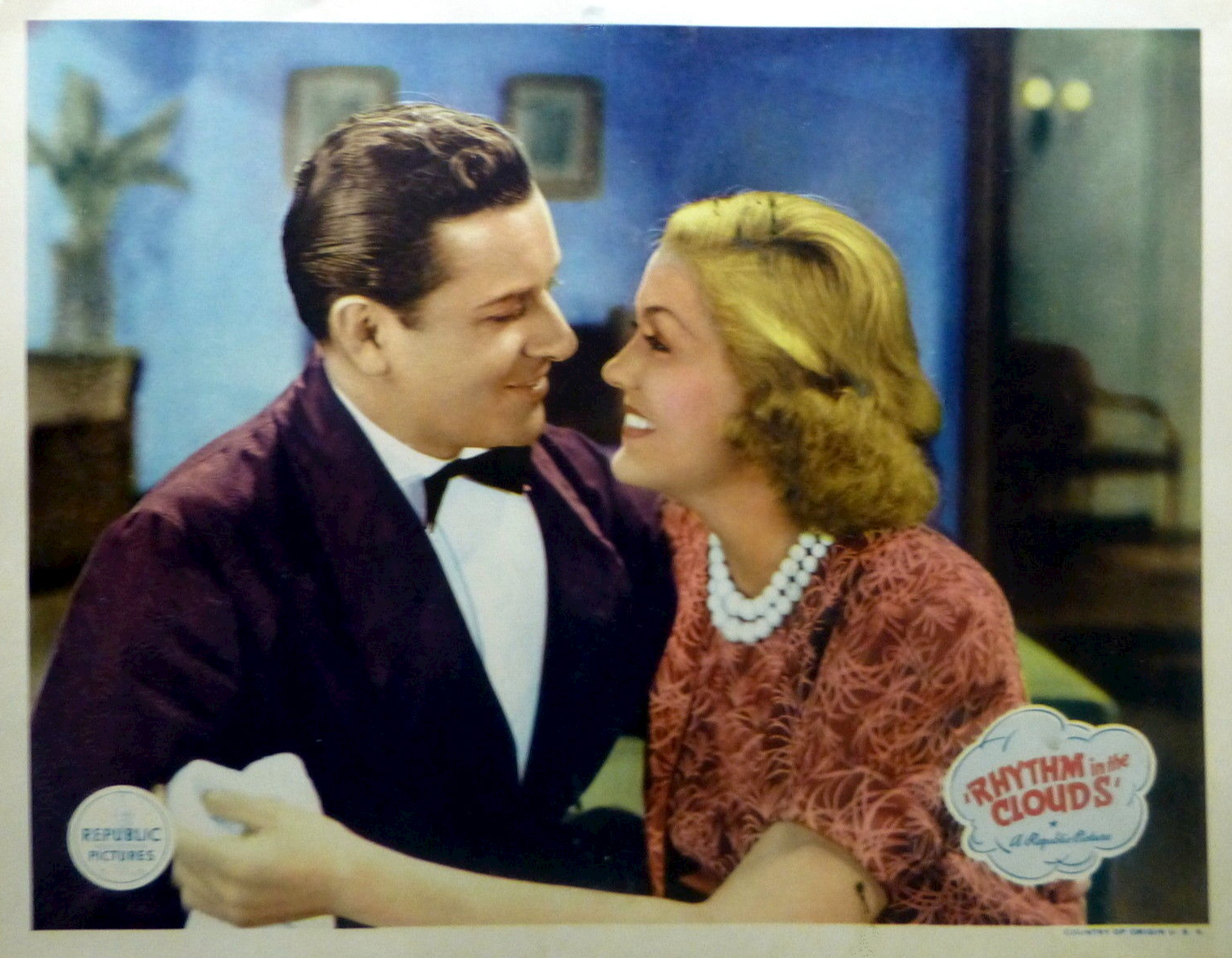
Warren Hull et Patricia Ellis.

- Patricia Ellis : Judy Walker
- Warren Hull : Bob McKay
- William Newell : Clyde Lyons
- Richard Carle : J.C. Boswell
- Zeffie Tilbury : Maggie Conway
- Charles Judels : Luigi Fernando
- Robert Paige : Phil Hale
- Joyce Compton : Amy Lou
- Suzanne Kaaren : Dorothy Day
- Esther Howard : Mrs. Madigan
- Eddie Parker : Baxter
- James C. Morton : un policier
- Rolfe Sedan : Victor
- Richard Beach : Ben Graham
- Ranny Weeks : animateur radio

## Bande originale
- Warren Hull - Don't Ever Change (Walter Hirsch, Lou Handman)
- Suzanne Kaaren - Hawaiian Hospitality (Harry Owens, Ray Kinney)
- Suzanne Kaaren and Warren Hull - Two Hearts are Dancing (Walter Hirsch et Lou Handman)
- Hull et Patricia Ellis - Two Hearts are Dancing
- Patricia Ellis - Mad Symphony